# Hernando’s Hideaway
A Hernando's Hideaway című 1954-es dal Jerry Ross (zene) és Richard Adler (szöveg) szerzeménye. A „Hernando's Hideaway” egy tangó, amely a „The Pajama Game” című musicalből származik, elsőként Carol Haney énekelte a színpadi és filmváltozatban is. A dal egy kitalált szórakozóhelyről szól, ahol a szerelmesek találkozhatnak titkos randevúikon.
A dal a megjelenése utáni néhány évben számos előadó slágereként szólalt meg, köztük Archie Bleyer, Johnnie Ray és a The Johnston Brothers előadásában is.

## Híres felvételek
Ismerek egy sötét, félreeső helyet,
Egy helyet, ahol senki sem ismeri az arcodat.
Egy pohár bor, egy gyors ölelés...
Hernando rejtekhelyének hívják,
Csak sziluetteket lehet látni ott.
- Ella Fitzgerald
- Archie Bleyer(wd)
- Johnnie Ray
- The Johnston Brothers
- Abbe Lane
- Orchester Alfred Hause
- Doris Day
- Ray Conniff
- David Clayton-Thomas
- Stefan Schwalgin
- Billy May's Rico Mambo Orchestra
- Archie Bleyer
- The Ventures
- Cher
- Alma Cogan
- Michelle Nicolle
- Billy Vaughn
- Stefan Schwalgin
- Johnston Brothers
- Archie Bleyer
- Abbe Lane

## Filmek
- 1957: The Pajama Game(wd) (musical)